# Ductus

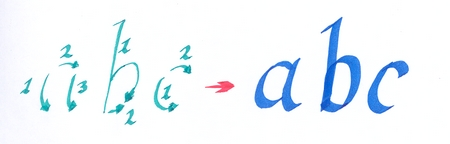
Ductus en caligrafía mostrando trazos en dirección y orden.

El ductus (palabra latina que proviene de ducere, "conducir o dirigir"), en caligrafía o lingüística, se refiere a las cualidades y características de la escritura manual o del habla en el trazado de escribir un texto o en el acto de hablar.
En la escritura, es uno de sus principales elementos, y por tanto, de la caligrafía. El ductus incluye el modo, dirección, secuencia y velocidad con la que se dibujan los trazos y rasgos que componen particularmente, las letras. Cada tipo de escritura tiene su propio ductus, que debe seguirse para asegurar una escritura fluida y natural. La escritura puede dividirse, a grandes rasgos, según su ductus, en sentada o cursiva.
En el habla, a diferencia del ritmo, el ductus es la cualidad performativa que surge mediante el accionamiento métrico de la lengua dispuesta para la voz. Resulta un estilo y carácter específico del lenguaje en el tiempo. Mientras que el ritmo está ligado al tempo, el ductus recoge diversas características del lenguaje performativo, como el tono y la altura del sonido y diferentes elementos estilísticos como la selección de palabras y la estructura de la oración, así como las influencias dialectales, la pronunciación o la entonación. 